# KNGO
KNGO (1480 AM) é uma estação de rádio comercial vietnamita licenciada para servir Dallas, Texas, e cobrir o Metroplex de Dallas-Fort Worth. Ela se autodenomina "Viet Radio" e transmite simultaneamente sua programação com a KGOW (1560 AM) em Bellaire, Texas. De propriedade do Hammond Broadcasting Group, LLC, o transmissor da KNGO está localizado na South Saint Augustine Road, em Dallas.